# 朱家村 (章丘市)
朱家村，中华人民共和国山东省济南市章丘市高官寨镇所辖的一个行政村。全行政村人口388户、1478人。耕地面积2988亩。行政区划代码370181114220。